# Movimiento Tunecino Renovación
El Movimiento de la Renovación (حركة التجديد, Haraka At-Tajdid) es un partido político tunecino de centro-izquierda. 
El partido tiene dos representantes en la Cámara de Diputados. Participó en todas las elecciones desde 1994, también presentó a Mohamed Ali Halouani como candidato en las elecciones presidenciales de 2004, donde obtuvo el 0,95% de los votos, y a Ahmed Brahim que en 2009, obtuvo el 1,57 % De los votos.
El partido publica su propio semanal desde 1981 en árabe (Tariq Al Jadid).
Es heredero del Partido Comunista Tunecino (PCT) fundado en 1920 durante el protectorado francés. En 1993 abandonó el comunismo y fue legalizado por el régimen de Ben Alí.

## Revolución de 2011
Tras la caída de Ben Alí, el secretario general del partido Ahmed Brahim entró en el gobierno de unidad nacional como ministro de educación.
Traducción parcial de fr:Ettajdid (versión: http://fr.wikipedia.org/w/index.php?title=Mouvement_Ettajdid&action=edit)